# Trees in Winter
Trees in Winter to trzeci długogrający album zespołu Sol Invictus, wydany w 1990 roku (zob. 1990 w muzyce).
W nagraniach oprócz lidera formacji, Tony'ego Wakeforda, wzięli udział: Ian Read (wokal), Joolie Wood (skrzypce, wiolonczela) i Karl Blake (gitara basowa).

## Lista utworów
1. English Murder
2. Sawney Bean
3. Gold is King
4. Media
5. Looking for Europe
6. Here We Stand
7. Michael
8. Deceit
9. Blood of Summer
10. Trees in Winter